# Чаку
Чаку (на румънски: Ceacu) е село в Румъния, разположено в община Куза Вода, окръг Кълъраш. Намира се на 21 метра надморска височина. Според преброяването през 2011 г. е с население от 1233 души.
То е основано през 1828 г. от бежанци от гребенските силистренски села. В периода 1910 – 1920 г. в селото са живели 2600 българи от Силистренско, както и румънци. През 1972 г. в селото са живели около 50 – 60 български семейства. Българи живеят в селото и в наши дни. Говорят на мизийския български диалект. Днес само най-възрастните говорят български.